# Liste der Kulturdenkmale in Kranichfeld
In dieser Liste der Kulturdenkmale in Kranichfeld sind die Kulturdenkmale der thüringischen Stadt Kranichfeld (Landkreis Weimarer Land) und ihrer Ortsteile Barchfeld und Stedten aufgelistet.
Die Liste basiert auf der vom Landkreis Weimarer Land herausgegebenen Denkmalliste mit Stand vom 26. April 2012. Gegliedert ist sie in die jeweiligen Ortschaften und dort nochmals untergliedert nach Einzeldenkmalen, Denkmalensembles und Bodendenkmalen.

## Kranichfeld

### Einzeldenkmale
| Bild                           | Bezeichnung                                                  | Lage                      | Datierung | Beschreibung | ID |
| ------------------------------ | ------------------------------------------------------------ | ------------------------- | --------- | ------------ | -- |
| weitere Bilder Fotos hochladen | Stadtkirche St. Michael                                      | (Karte)                   |           |              |    |
| weitere Bilder Fotos hochladen | Oberschloss                                                  | Schloßberg (Karte)        |           |              |    |
| Fotos hochladen                | VVN-Gedenkstein für 16 unbekannte KZ-Häftlinge               | Friedhof                  |           |              |    |
| Fotos hochladen                | Denkmale für die Gefallenen der Kriege 1870/71 und 1914–1918 | Friedhof/Alter Friedhof   |           |              |    |
| Fotos hochladen                | ehemaliges Hotel „Weimarischer Hof“                          | Alexanderstraße 7         |           |              |    |
| Fotos hochladen                | Gehöft                                                       | Alexanderstraße 25        |           |              |    |
| Fotos hochladen                | Niedermühle (Gebäudekomplex und technische Anlagen)          | Auenweg 6                 |           |              |    |
| Fotos hochladen                | ehemaliges Gasthaus „Schwarzer Adler“                        | Arnstädter Straße 15      |           |              |    |
| weitere Bilder Fotos hochladen | Bahnhof, Empfangsgebäude und Güterschuppen                   | Bahnhofstraße 13 (Karte)  |           |              |    |
| Fotos hochladen                | Denkmal – Todesmarschstele                                   | Ilmenauer Straße (Karte)  |           |              |    |
| Fotos hochladen                | Pfarrhof                                                     | Kirchplatz 4              |           |              |    |
| Fotos hochladen                | ehemalige Schule                                             | Kirchplatz 10             |           |              |    |
| Fotos hochladen                | Gehöft                                                       | Molkereistraße 6          |           |              |    |
| weitere Bilder Fotos hochladen | Baumbachhaus                                                 | Molkereistraße 11 (Karte) |           |              |    |
| Fotos hochladen                | Wohnhaus                                                     | Schloßberg 27             |           |              |    |
| Fotos hochladen                | Wohnhaus                                                     | Schloßgasse 6             |           |              |    |
| Fotos hochladen                | Felsmühle                                                    | Stedtener Straße 10       |           |              |    |

### Denkmalensembles
| Bild            | Bezeichnung                                                                  | Lage                          | Datierung | Beschreibung | ID |
| --------------- | ---------------------------------------------------------------------------- | ----------------------------- | --------- | ------------ | -- |
| Fotos hochladen | Kirchplatz und Felsenkeller mit:                                             | Koordinaten fehlen! Hilf mit. |           |              |    |
| Fotos hochladen | Niederschloss und Planhof                                                    | Koordinaten fehlen! Hilf mit. |           |              |    |
| Fotos hochladen | Schloßberg mit: Oberschloss, Amtsvogtei, Vorwerk, Nr. 28, 30, 32, 34, 36, 40 | (Karte)                       |           |              |    |

### Bodendenkmale
| Bild            | Bezeichnung                                                         | Lage | Datierung | Beschreibung                    | ID |
| --------------- | ------------------------------------------------------------------- | --- | --------- | ------------------------------- | -- |
| Fotos hochladen | Nach Nordwesten vorspringender Bergsporn dicht östlich Kranichfelds | Koordinaten fehlen! Hilf mit. |           | Burganlage, Niederburg, Planhof |    |
| Fotos hochladen | Burganlage, Oberschloß, Hain                                        | Nach Nordost aus dem Kranichberg vorspringende Bergnase |           |                                 |    |
| Fotos hochladen | Wasserburg, Weißenburg, Enzenburg                                   | Nach Nordwest vorspringende Landzunge oberhalb des ehemaligen Entzenröder Sees, 2,5 km nördlich des Oberschlosses                                                        |           |                                 |    |
| Fotos hochladen | Steinkreuz, Studentenstein, Soldatenstein                           | An der Straße nach Stedten, hinter der Felsmühle, am Waldausgang, an einem südexponierten Hang, 30 m von der Straße entfernt                                             |           |                                 |    |
| Fotos hochladen | Gedenkstein, Superintendentenstein                                  | Am nordwestlichen Ortsrand, 4 m nordöstlich der nach Osthausen führenden Straße, auf der Höhe, nordöstlich gegenüber Einmündung eines Hohlweges in die Arnstädter Straße |           |                                 |    |
| Fotos hochladen | Gerichtsstättem, Neues Mahl, Mayermal, am neuen Mahle               | Auf nach Nordwesten aus der Hochfläche vorspringendem Bergrücken, 0,25 km südlich von Kranichfeld                                                                        |           |                                 |    |
| Fotos hochladen | Burganlage, Schleussenburg, Schleißenburg                           | Nordspitze eines nach Norden vorspringenden Bergrückens dicht südöstlich von Kranichfeld                                                                                 |           |                                 |    |

## Barchfeld

### Einzeldenkmale
| Bild                           | Bezeichnung               | Lage                  | Datierung | Beschreibung | ID |
| ------------------------------ | ------------------------- | --------------------- | --------- | ------------ | -- |
| weitere Bilder Fotos hochladen | Kirche mit Kirchhof       | (Karte)               |           |              |    |
| Fotos hochladen                | Wohnhaus mit Fabrikanlage | Hauptstraße 2 (Karte) |           |              |    |
| Fotos hochladen                | Gasthaus mit Saal         | Hauptstraße 4 (Karte) |           |              |    |
| Fotos hochladen                | Translozierte Grenzsteine | Im Dorfe 15           |           |              |    |
| Fotos hochladen                | Wohnhaus                  | Im Dorfe 18           |           |              |    |
| Fotos hochladen                | Gehöft                    | Im Dorfe 20           |           |              |    |
| Fotos hochladen                | Villa und Nebengebäude    | Im Dorfe 32           |           |              |    |
| Fotos hochladen                | Ilmbrücke                 | Straße nach Stedten   |           |              |    |
| Fotos hochladen                | ehemaliges Gut            | Kaffenburg            |           |              |    |

### Bodendenkmale
| Bild            | Bezeichnung                        | Lage | Datierung | Beschreibung | ID |
| --------------- | ---------------------------------- | --- | --------- | ------------ | -- |
| Fotos hochladen | Wallanlage, Gottesberg, Kaffenburg | Gottesberg an der Ilm Nordwestecke des aus dem Windberg vorspringendem Bergplateaus, 0,45 km nordöstlich Barchfelds (Karte) |           |              |    |

## Stedten

### Einzeldenkmale
| Bild                           | Bezeichnung                         | Lage        | Datierung | Beschreibung | ID |
| ------------------------------ | ----------------------------------- | ----------- | --------- | ------------ | -- |
| weitere Bilder Fotos hochladen | Kirche                              | (Karte)     |           |              |    |
| Fotos hochladen                | Wohnhaus (mit Raum mit Wandmalerei) | Haus Nr. 26 |           |              |    |
| Fotos hochladen                | Stedtener Mühle                     | Haus Nr. 32 |           |              |    |
| Fotos hochladen                | Waidmühlstein                       | Ortslage    |           |              |    |

### Denkmalensembles
| Bild            | Bezeichnung                                    | Lage                          | Datierung | Beschreibung | ID |
| --------------- | ---------------------------------------------- | ----------------------------- | --------- | ------------ | -- |
| Fotos hochladen | Dorfstraße 5, 6, 7, 9 (Kirche), 10, 11, 19, 25 | Koordinaten fehlen! Hilf mit. |           |              |    |